# Psathyrella pseudobifrons
Psathyrella pseudobifrons är en svampart som beskrevs av Romagn. Psathyrella pseudobifrons ingår i släktet Psathyrella och familjen Psathyrellaceae.   Inga underarter finns listade i Catalogue of Life.